# Ошмянский район
Ошмя́нский райо́н (бел. Ашмя́нскі раён) — административная единица на северо-востоке Гродненской области Республики Беларусь. Административный центр — город Ошмяны.
Численность населения — 28 771 человек (на 1 января 2025 года).
На территории района расположен Гольшанский замок.

## География
Ошмянский район расположен в её северо-восточной части на Ошмянской возвышенности. Граничит на западе с Литвой, на севере — с Островецким районом, на востоке и юге — соответственно со Сморгонским и Ивьевским районами Гродненской области и на юго-востоке — с Воложинским районом Минской области.
Центр района — город Ошмяны — расположен на реке Ошмянке за 220 км от Гродно, 17 км от железнодорожной станции Ошмяны, 120 км от Минска, 55 км от Вильнюса. Через Ошмянский район проходит девятый транспортный коридор, который соединяет страны Западной Европы и страны СНГ.
Площадь района составляет 1,2 тыс. км².
Почвы дерново-подзолистые и торфяно-болотные. Леса занимают 34 % территории. Под сельскохозяйственными угодьями занято 53 % территории. 

## Геральдика
Герб и флаг учреждены Указом Президента Республики Беларусь от 17 июля 2006 года № 455 и зарегистрированы в Государственном геральдическом регистре Республики Беларусь 1 августа 2006 года № Б-82  и № Б-83. Утверждены решением Ошмянского районного Совета депутатов от 1 июля 2005 года № 11-1.

## История
Ошмянский район был образован 15 января 1940 года. Первоначально находился в составе Вилейской области Белорусской ССР, с 1944 года — в Молодечненской области. В ночь с 23 на 24 февраля 1945 года подразделениями НКВД был уничтожен населённый пункт Лавжи, в котором находился отряд прекратившей существование польской Армии Крайовой.
20 января 1960 года Ошмянский район был передан в состав Гродненской области.
13 февраля 1960 года Ошмянскому району передан Богдановский сельсовет Ивьевского района. 25 декабря 1962 года Ошмянский район был укрупнён за счёт присоединения большей части упразднённого Островецкого района (6 сельсоветов и городской посёлок Островец). В тот же день Богдановский сельсовет был передан Ивьевскому району. 6 января 1965 года повторно был создан Островецкий район в прежних границах.
20 октября 1995 года административные единицы Ошмянский район и город Ошмяны, имеющие общий административный центр, объединены в одну административную единицу — Ошмянский район.

## Демография
Численность населения — 28 771 человек (на 1 января 2025 года), в том числе городское — 16 804 человек (Ошмяны — 16 804 человек), сельское — 11 967 человек.
Численность населения — 29 451 человек (на 1 января 2023 года).
Численность населения района на 1 января 2022 года — 29 935 человек, из них городское население (население города Ошмяны) — 16 979 человек (56,72 % от общей численности населения).
| Численность населения (по годам) | Численность населения (по годам) | Численность населения (по годам) | Численность населения (по годам) | Численность населения (по годам) | Численность населения (по годам) | Численность населения (по годам) | Численность населения (по годам) | Численность населения (по годам) | Численность населения (по годам) |
| 1996                             | 2001                             | 2002                             | 2003                             | 2004                             | 2005                             | 2006                             | 2007                             | 2008                             | 2009                             |
| -------------------------------- | -------------------------------- | -------------------------------- | -------------------------------- | -------------------------------- | -------------------------------- | -------------------------------- | -------------------------------- | -------------------------------- | -------------------------------- |
| 38 500                           | ▼36 676                          | ▼36 321                          | ▼35 749                          | ▼35 257                          | ▼37 873                          | ▼34 630                          | ▼33 993                          | ▼33 409                          | ▼32 592                          |
| 2010                             | 2011                             | 2012                             | 2013                             | 2014                             | 2015                             | 2016                             | 2017                             | 2018                             | 2019                             |
| ▼32 311                          | ▼32 123                          | ▼31 872                          | ▼31 653                          | ▼31 354                          | ▼31 190                          | ▼30 969                          | ▼30 943                          | ▼30 796                          | ▼30 613                          |
| 2020                             | 2021                             | 2022                             | 2023                             | 2024                             | 2025                             |                                  |                                  |                                  |                                  |
| ▲30 837                          | ▼30 220                          | ▼29 935                          | ▼ 29 451                         |                                  | ▼28 771                          |                                  |                                  |                                  |                                  |

| Национальный состав по переписи населения 2009 года | Национальный состав по переписи населения 2009 года | Национальный состав по переписи населения 2009 года | Национальный состав по переписи населения 2019 года | Национальный состав по переписи населения 2019 года | Национальный состав по переписи населения 2019 года |
| Народ                                               | Численность                                         | %                                                   | Народ                                               | Численность                                         | %                                                   |
| --------------------------------------------------- | --------------------------------------------------- | --------------------------------------------------- | --------------------------------------------------- | --------------------------------------------------- | --------------------------------------------------- |
| Белорусы                                            | 29 071                                              | 89,69%                                              | Белорусы                                            | ↘ 27 067                                            | 87,58                                               |
| Поляки                                              | 1910                                                | 5,89%                                               | Поляки                                              | ↗ 2 374                                             | 7,68                                                |
| Русские                                             | 971                                                 | 3%                                                  | Русские                                             | ↘ 814                                               | 2,63                                                |
| Украинцы                                            | 144                                                 | 0,44%                                               | Украинцы                                            | ↗ 154                                               | 0,5                                                 |
| Цыгане                                              | 83                                                  | 0,26%                                               | Цыгане                                              | ↗ 108                                               | 0,35                                                |
| Литовцы                                             | 53                                                  | 0,16%                                               | Литовцы                                             | ↗ 75                                                | 0,24                                                |
| Татары                                              | 46                                                  | 0,14%                                               | Татары                                              | ↘ 35                                                | 0,11                                                |
| Армяне                                              | 38                                                  | 0,12%                                               | Армяне                                              | ↗ 42                                                | 0,14                                                |
| Молдаване                                           | 11                                                  | 0,03%                                               | Молдаване                                           | ↗ 24                                                | 0,08                                                |
| Евреи                                               | 8                                                   | 0,02%                                               | Евреи                                               | ↗ 19                                                | 0,06                                                |

## Административное устройство
В районе 364 населённых пункта, 10 сельсоветов:
| №  | Сельсоветы           | Административный центр        | Количество населённых пунктов | Население (год) | Площадь, км2 |
| -- | -------------------- | ----------------------------- | ----------------------------- | --------------- | ------------ |
| 1  | Борунский            | агрогородок Боруны            | 36                            | 1155            | 255          |
| 2  | Гольшанский          | агрогородок Гольшаны          | 46                            | 2415            | 163,27       |
| 3  | Гравжишковский       | агрогородок Гравжишки         | 19                            | 865             | 175,8        |
| 4  | Гродинский           | деревня Гроди                 | 20                            | 881             |              |
| 5  | Жупранский           | агрогородок Жупраны           | 54                            | 3481            | 104          |
| 6  | Каменнологский       | агрогородок Каменный Лог      | 42                            | 774             |              |
| 7  | Кольчунский          | агрогородок Кольчуны          | 36                            | 2747            |              |
| 8  | Крейванцевский       | агрогородок Крейванцы         | 44                            | 648             |              |
| 9  | Мурованоошмянковский | агрогородок Мурованая Ошмянка | 29                            | 708             | 83           |
| 10 | Новосёлковский       | агрогородок Новосёлки         | 28                            | 1195            | 69           |

## Экономика

### Заработная плата
Среднемесячная номинальная начисленная заработная плата (до вычета подоходного налога и некоторых отчислений) в 2017 году в районе составила 649 руб. (около 325 долларов). Район занял 8-е место в Гродненской области по уровню зарплаты (средняя зарплата по области — 703,2 руб.) и 61-е место в стране из 129 районов и городов областного подчинения.

### Промышленность
В Ошмянском районе действует 8 промышленных предприятий:
- ОАО «Радиотехника» — производит более 140 видов разъёмов, различные виды датчиков, силовые переключатели, элементы крепления поручней внутри салонов автобусов, троллейбусов, трамваев[18];
- ОАО «Белкофе» — обжарка и расфасовка кофе, производство специй и пряностей[19]
- Ошмянский дрожжевой завод
- ОАО «Ошмянский торфобрикетный завод» (Кольчуны)
- Гравийно-сортировочный завод «Боруны»
- ОАО «Ошмянский мясокомбинат»
- Ошмянский сыродельный завод (филиал ОАО «Лидский молочно-консервный комбинат»)
- ОАО «Гольшанский крахмальный завод» (деревня Ремейкишки) — производит сухой картофельный крахмал

### Агропромышленный комплекс
В районе имеется 8 сельскохозяйственных организаций (из которых все — коммунальное районное сельскохозяйственное унитарное предприятие) и 26 фермерских хозяйства. Площадь сельскохозяйственных угодий составляет 52,4 тыс.га, из них пашни 35,3 тыс.га. Качественная оценка сельскохозяйственных угодий составляет 29,1 балла, пашни — 31,4 балла
Общая посевная площадь сельскохозяйственных культур в организациях района (без учёта фермерских и личных хозяйств населения) в 2019 году составила 33 594 га (344 км²). В 2019 году под зерновые и зернобобовые культуры было засеяно 16 676 га, под сахарную свеклу — 1370 га, под кормовые культуры — 13906 га.
Валовой сбор зерновых и зернобобовых культур в сельскохозяйственных организациях составил 69 тыс. т в 2015 году, 37,7 тыс. т в 2016 году, 46,5 тыс. т в 2017 году, в 2019 году - 35,9 тыс.т.  По валовому сбору зерновых в 2017 году район занял 15-е место в Гродненской области. Средняя урожайность зерновых в 2019 году составила 21,5 ц/га . Валовой сбор свеклы сахарной в сельскохозяйственных организациях составил 41 тыс. т в 2016 году, 49,4 тыс. т в 2017 году, в 2019 году - 56,6 тыс.т. По валовому сбору сахарной свеклы в 2017 году район занял 12-е место в Гродненской области. Средняя урожайность сахарной свеклы в 2019 году составила 413 ц/га.
На территории района функционируют 4 перерабатывающих предприятий, на которых ведётся переработка и производство мяса, молока, картофеля, дрожжей.
Сельскохозяйственные организации Ошмянского района специализируются на производстве мясо — молочной продукции в животноводстве и производстве зерна, рапса, сахарной свеклы, льна и картофеля в растениеводстве. В отрасли сельского хозяйства работает 1532 человека.
Фермерские хозяйства района специализируются на производстве различных видов сельскохозяйственных культур, производстве рыбы, свиноводстве, молочном скотоводстве. За фермерскими хозяйствами закреплено 2786 га земельных угодий.
В хозяйствах имеются животноводческие фермы по производству молока, свинины, говядины. По состоянию на 1 июля 2015 года на фермах содержится 26 783 головы крупного рогатого скота (в том числе 8 993 головы коров), 22 517 голов свиней.
За 8 месяцев 2015 года:
— надой молока составил 25,0 тыс.тонн,
— реализовано мяса в живом весе 3,7 тыс.тонн,
— от каждой коровы надоено 2 823 кг молока,
— произведено валовой продукции на 383,2 млрд рублей;
На 1 апреля 2020 года в сельскохозяйственных организациях района (без учёта фермерских и личных хозяйств населения) содержит 23,4 тыс. голов крупного рогатого скота, в том числе 9,2 тыс. коров, а также 17,5 тыс. свиней.
В 2019 году предприятия района произвели 5,9 тыс. т мяса (в живом весе) и 39,5 тыс. т молока. Средний удой молока с коровы — 4280 кг (средний показатель по Гродненской области — 5325 кг, по Республике Беларусь — 4989 кг).
Уровень рентабельности по конечному результату за январь-июль 2015 г. составил минус 5,8 %, 6 хозяйств — сработали с прибылью, 2 — получили убыток.
За 2019 год - рентабельность по конечному результату составляет 3,5 %, 4 - сработали с прибылью и 4 с убытком.

## Транспорт
Через район проходит автомобильная трасса М7 Минск — граница Литвы — Вильнюс, автодорога Р-48 Ворона — Юратишки — Ивье, автодорога Р-63 Борисов — Вилейка — Ошмяны. В 17 км от города расположена железнодорожная станция Ошмяны (железнодорожная ветка Минск-Вильнюс).
Основные транспортные услуги в районе оказываются филиалом «Автомобильный парк № 13 г. Ошмяны» ОАО «Гроднооблавтотранс», осуществляются перевозки по видам маршрутов (1 международный, 22 пригородных, 2 междугородных и 6 городских). На территории района расположена 1 железнодорожная станция ст. Ошмяны.

## Медицина и оздоровление
Зоны-отдыха — урочище «Сухая», горпарк, озера в кв. Строителей, д. Хоронжишки, д. Ольковичи. Работают межхозяйственный детский оздоровительный лагерь «Дружба», центр медицинской реабилитации больных туберкулёзом «Ошмяны».
В 2017 году в учреждениях Министерства здравоохранения Республики Беларусь в районе работало 83 практикующих врача и 289 средних медицинских работников. В пересчёте на 10 тысяч человек численность врачей — 27, численность средних медицинских работников — 93,8 (средние значения по Гродненской области — 48,6 и 126,9 на 10 тысяч человек соответственно, по Республике Беларусь — 40,5 и 121,3 на 10 тысяч человек). Район занимает последние места в области по обеспеченности населения врачами и средними медицинскими работниками. Число больничных коек в учреждениях здравоохранения района — 225 (в пересчёте на 10 тысяч человек — 73,1; средние показатели по Гродненской области — 81,5, по Республике Беларусь — 80,2).

## Образование
В 2017 году в районе насчитывалось 17 учреждений дошкольного образования (включая комплексы «детский сад — школа») с 1,4 тыс. детей. В 2017/2018 учебном году в районе действовало 16 учреждений общего среднего образования, в которых обучалось 3,7 тыс. учеников. Учебный процесс обеспечивали 539 учителей. В среднем на одного учителя приходилось 6,9 учеников (среднее значение по Гродненской области — 7,9, по Республике Беларусь — 8,7).

## Культура

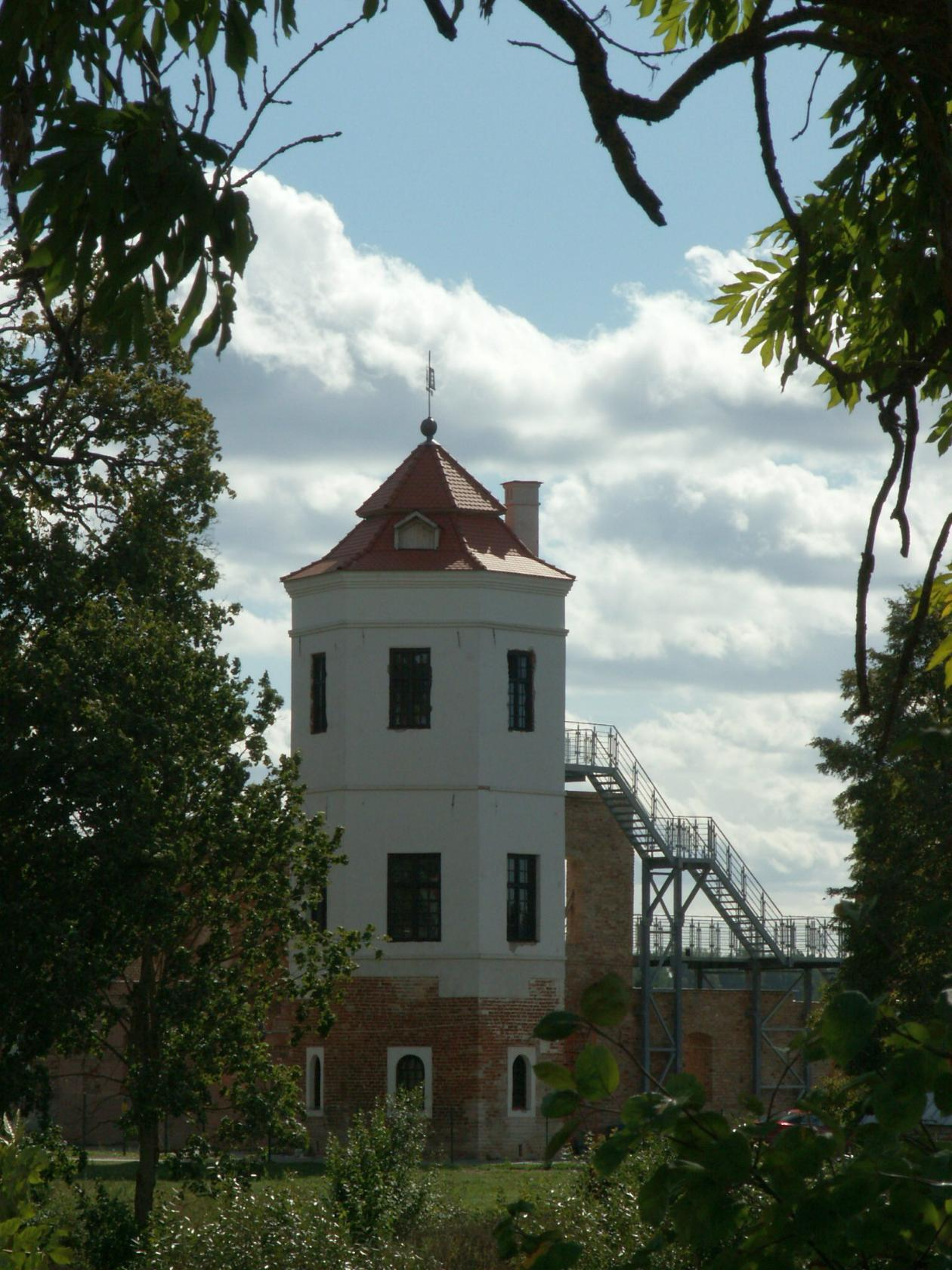
Гольшанский замок

- Учреждение культуры "Ошмянский краеведческий музей имени Ф. К. Богушевича". В 2016 году музей посетили 11,2 тыс. человек (по этому показателю музей занимает 11-е место в Гродненской области)[29]. 
  - Музей "Гольшанский замок" филиал учреждения культуры "Ошмянский краеведческий музей имени Ф. К. Богушевича".
- Народный историко-краеведческий музей ГУО «Гольшанская средняя школа» в аг. Гольшаны.
- Музей Дуги Струве в аг. Гольшаны.
- Музей Франциска Богушевича в Жупранах.

### Фестивали
- В 2001, 2010 и 2015 гг. район (Ошмяны) был местом проведения фестиваля «Адна зямля»
- С 2009 года на Ошмянщине ежегодно проводится фестиваль средневековой культуры «Гальшанскі замак»

## Достопримечательности
Среди памятников архитектуры — здания Базилианского монастыря в Борунах (XVIII ст.), Францисканского монастыря и костёла в Гольшанах (XVIII ст.), руины Гольшанского замка (XVII век) и др.  
Через территорию района, вблизи населенного пункта — д. Тюпишки (Гольшанский сельсовет), проходит Дуга Струве, которая в июне 2005 года 29 сессией Международного комитета ЮНЕСКО по охране всемирного культурного наследия включена в Список всемирного наследия. В 2007 году в д. Тюпишки установлен Памятный знак Дуги Струве – пункт «Тупишки».
Около Гольшаны расположен комплекс археологических памятников, который включает городище, селище и три курганные группы.
В Жупранах расположена Католическая церковь святых апостолов Петра и Павла. 

### Памятник природы, заказник
- В районе имеются памятники природы республиканского значения: заказник «Суходолы», валуны «Невестин камень», «Жвирблишкинский», «Студенецкий», «Большой камень Смолянковский».
- Памятники природы местного значения: заказники «Клева», «Новосёлки»,  «Микулишки», биологический заказник «Пограничный», Плебанская долина, гора «Пеликан», Тюпишкинская гора, 25 валунов — геологические памятники.

## Галерея

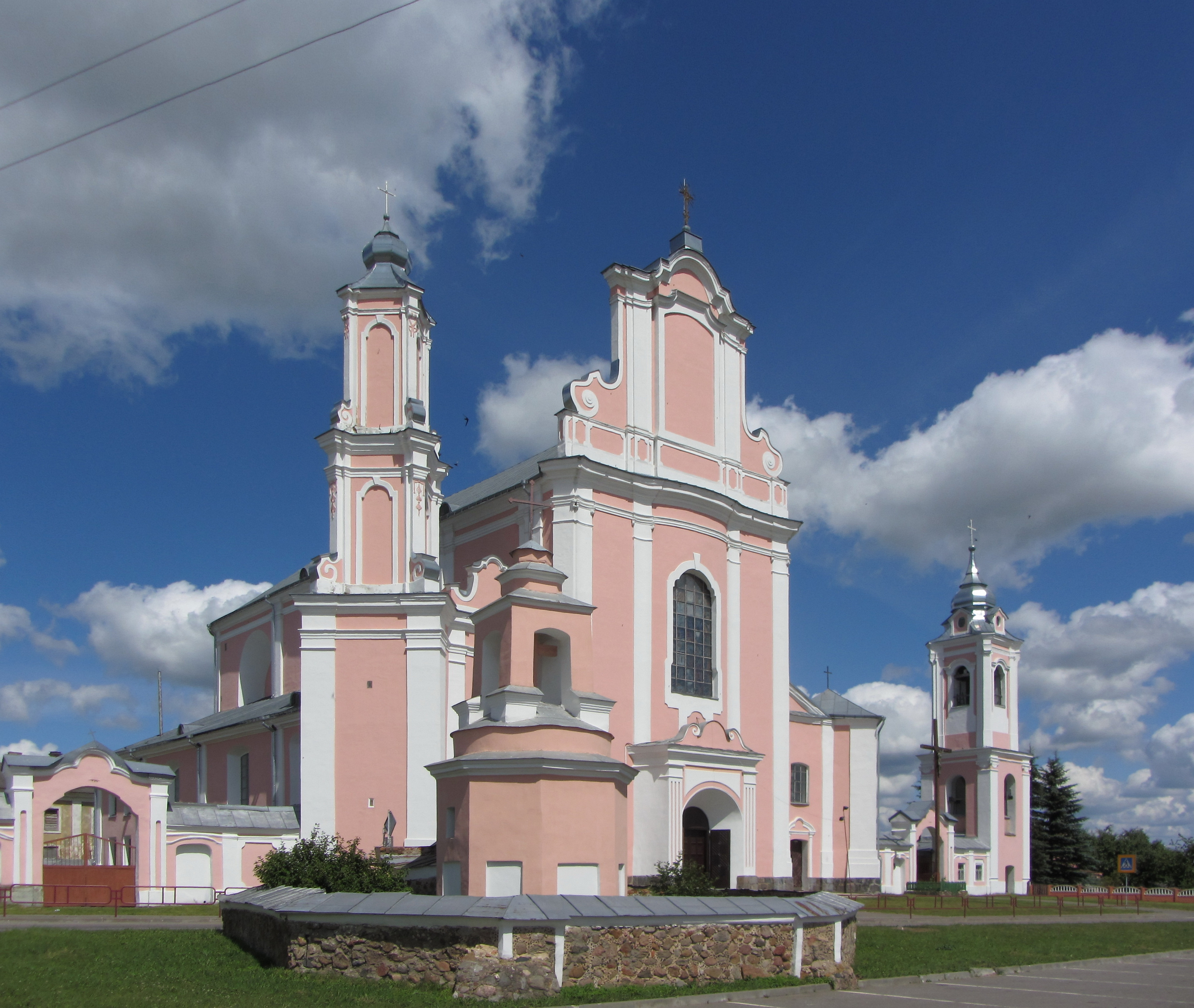
Костёл Святых Апостолов Петра и Павла и монастырь василиан в Борунах
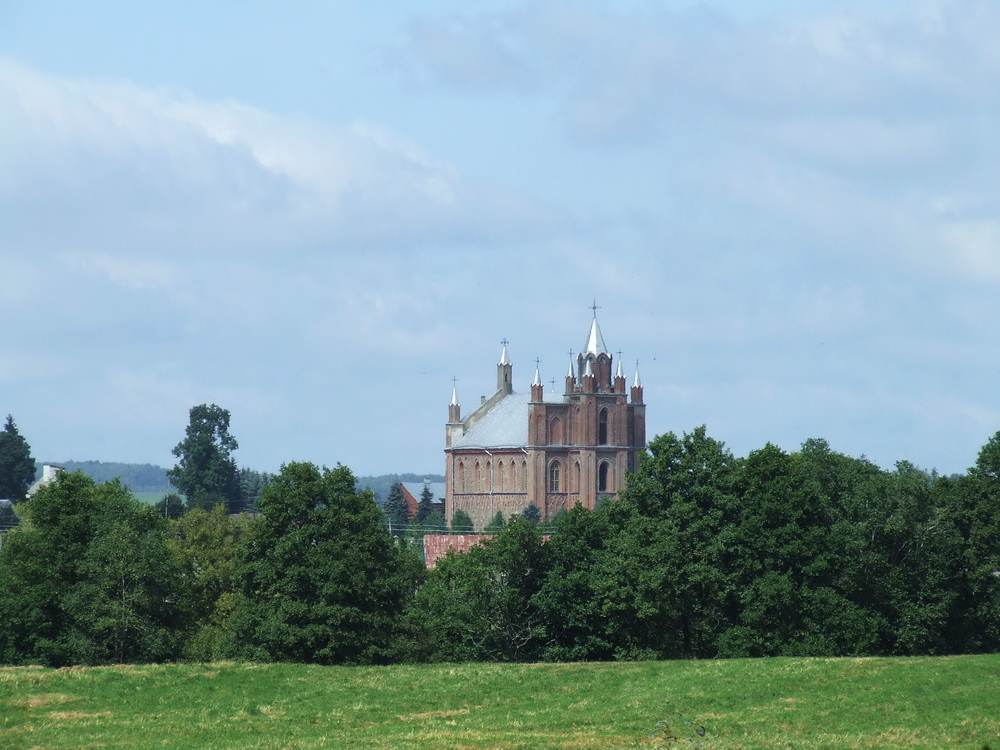
Католическая церковь святых апостолов Петра и Павла в Жупранах
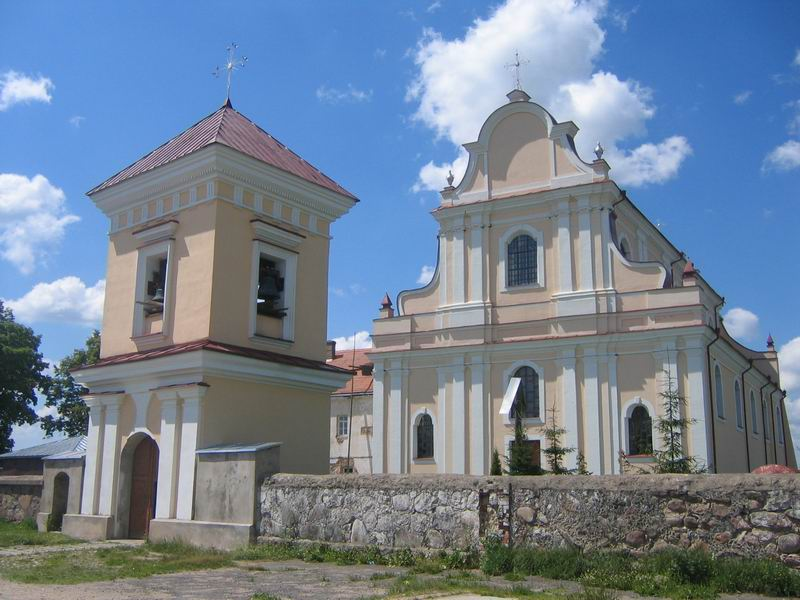
Церковь Святого Иоанна Крестителя в Гольшанах
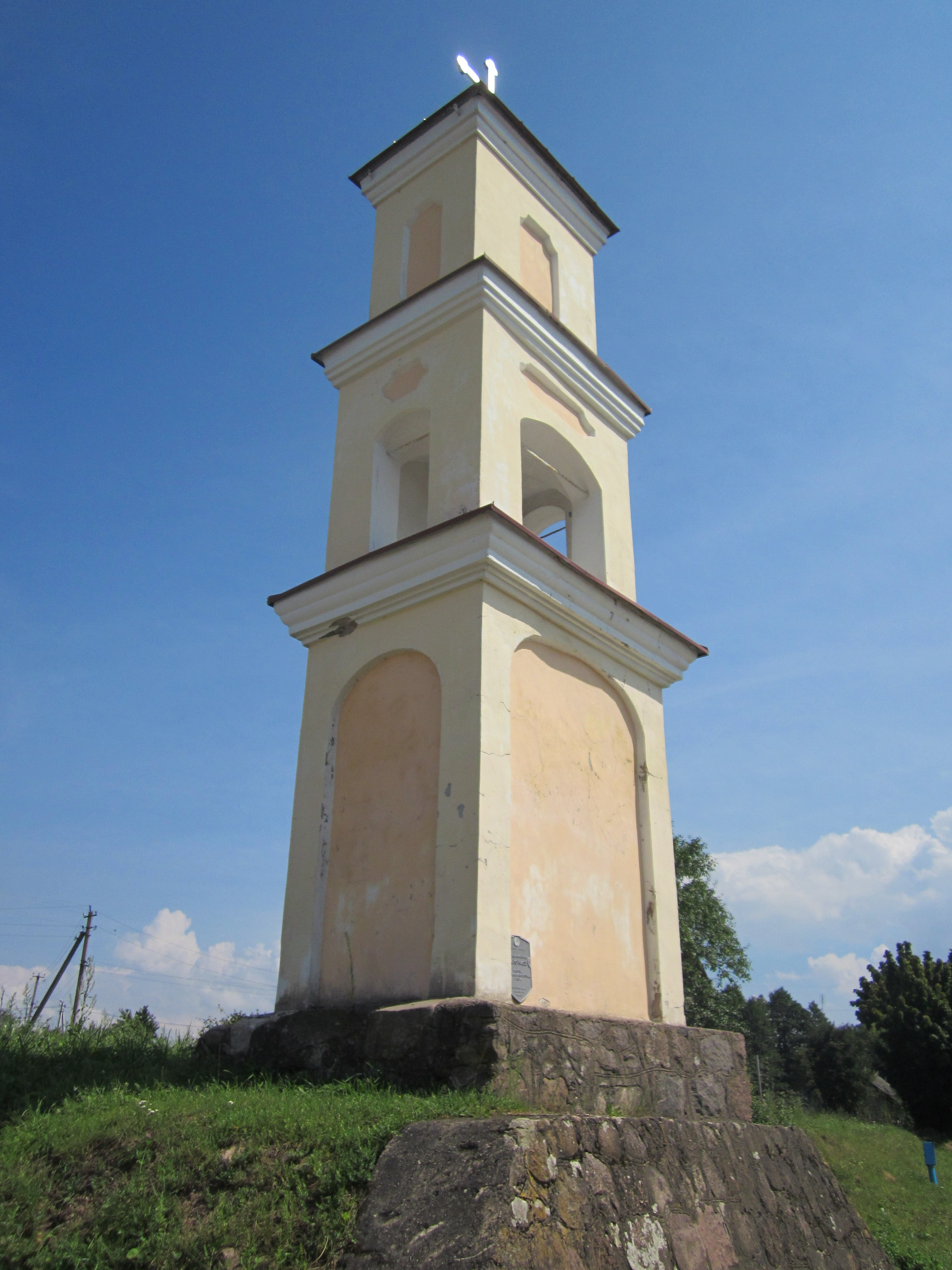
Часовня придорожная в Гольшанах
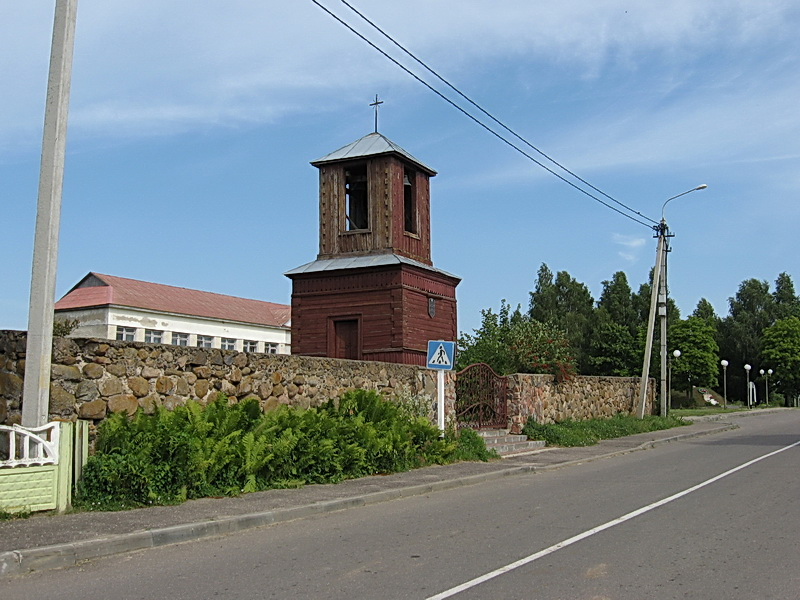
Звонница в Гравжишки
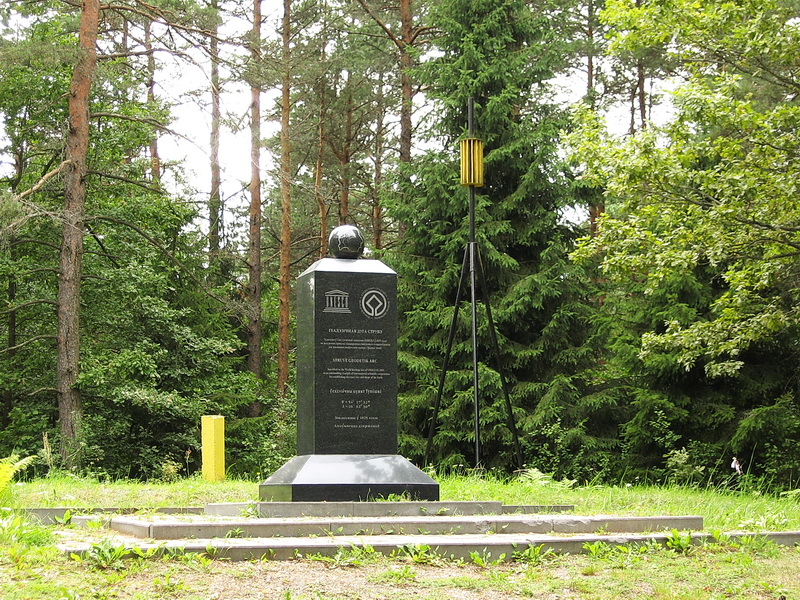
Пункт Дуга Струве в Тюпишки

## СМИ
С 21 октября 1939 года издается районная газета «Ашмянскі веснік».

## Известные уроженцы
В районе родились живописец Ю. Корчевский, советский партийный и государственный деятель К. К. Стриевский, польский поэт, переводчик, мемуарист и общественный деятель А. Э. Одынец, руководитель восстания 1863—1864 гг. в Ошмянском повете, археолог и мемуарист З. С. Минейко поэт, публицист и историк Ч. С. Янковский, поэты В. Адважны и А. Зязюля, народный артист РСФСР А. И. Батурин.